# Дача (Сату-Маре)
Дача (рум. Dacia) — село у повіті Сату-Маре в Румунії. Входить до складу комуни Доба.
Село розташоване на відстані 452 км на північний захід від Бухареста, 18 км на захід від Сату-Маре, 127 км на північний захід від Клуж-Напоки.

## Населення
За даними перепису населення 2002 року у селі проживала 171 особа, з них 170 осіб (99,4%) румунів. Рідною мовою 170 осіб (99,4%) назвали румунську.